# Skara landsförsamling
Skara landsförsamling var en församling i Skara stift och i Skara kommun. Församlingen uppgick 1934 i Skara församling.

## Administrativ historik
Församlingen bildades på 1500-talet genom utbrytning ur Sankta Maria församling som samtidigt namnändrades till Skara stadsförsamling. 1832 införlivades Skara hospitalsförsamling.
Församlingen var till 1934 annexförsamling i pastorat med Skara stadsförsamling som moderförsamling. Församlingen uppgick 1934 i Skara församling.

## Kyrkor
Som församlingskyrka användes gemensamt med Skara stadsförsamling Skara domkyrka